# غفوة (مسرحية)
غفوة (الفارسية: آدم خوابش می‌گیره) هي مسرحية من تأليف علي نصيريان صدرت عام 2012، وتحكي عن العلاقة بين ممثل وزوجته في رحلة. عمل محسن معيني [الإنجليزية] في المشروع ككاتب مسرحي، مستخدمًا "ذكريات الدمار"، وهي سلسلة من اللوحات للفنان آيدن أغداشلو. تم عرض المسرحية لأول مرة في خريف عام 2012، واستمرت لمدة شهرين في المركز الثقافي نيافاران [الإنجليزية]. الفيلم من إخراج محسن معيني [الإنجليزية]، وإنتاج نيجين ميرحسني وحيد [الإنجليزية]، وبطولة علي نصريان ومحبوبة بيات. ألَّف الموسيقى علي قمصري.

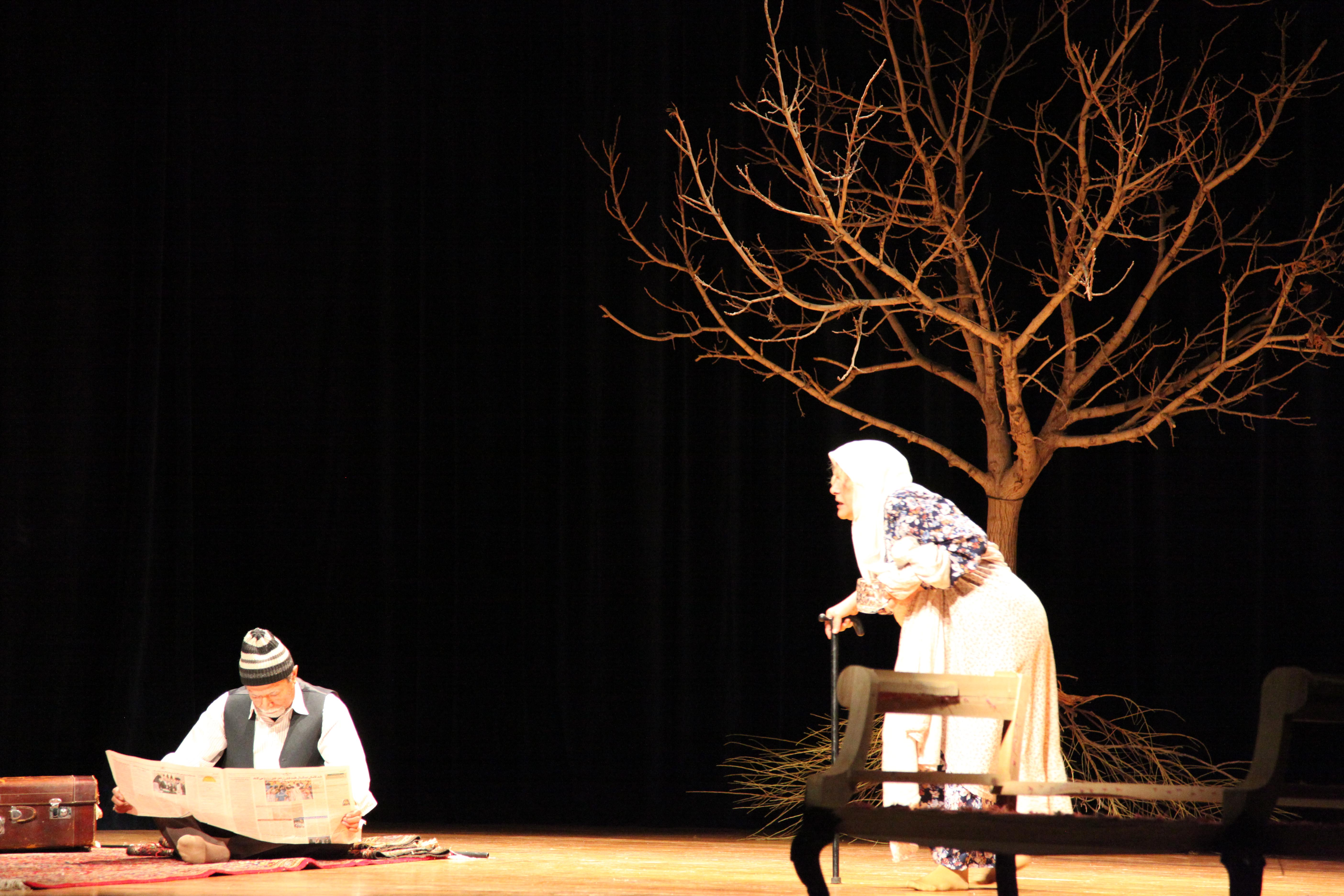
غفوة

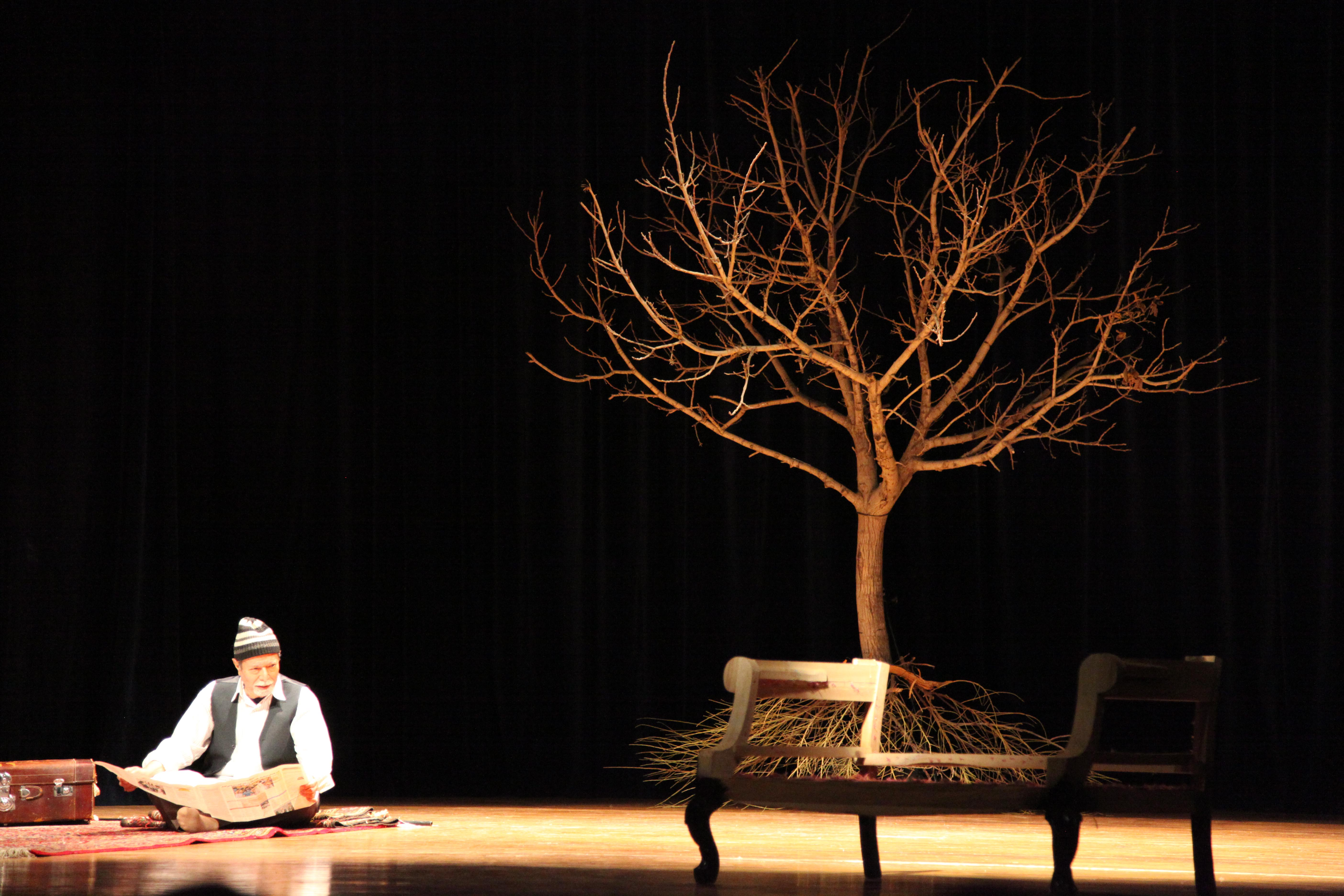
غفوة 2012